# Episodi di Alle meine Töchter (terza stagione)
La terza stagione della serie televisiva Alle meine Töchter è stata trasmessa in anteprima in Germania dalla ZDF tra il 9 ottobre 1997 e il 15 gennaio 1998.
| nº | Titolo originale          | Titolo italiano | Prima TV Germania | Prima TV Italia |
| -- | ------------------------- | --------------- | ----------------- | --------------- |
| 1  | Der Obermacho             | inedito         | 9 ottobre 1997    | inedito         |
| 2  | Blitzaktionen             | inedito         | 16 ottobre 1997   | inedito         |
| 3  | Zeichen und Wunder        | inedito         | 23 ottobre 1997   | inedito         |
| 4  | Die Sache mit dem Ego     | inedito         | 30 ottobre 1997   | inedito         |
| 5  | Die Ratte                 | inedito         | 6 novembre 1997   | inedito         |
| 6  | Der Generalflop           | inedito         | 13 novembre 1997  | inedito         |
| 7  | Eine Sache des Vertrauens | inedito         | 20 novembre 1997  | inedito         |
| 8  | Jeder hat seine Schwäche  | inedito         | 27 novembre 1997  | inedito         |
| 9  | Love & Sex                | inedito         | 4 novembre 1997   | inedito         |
| 10 | Spiel des Zufalls         | inedito         | 11 dicembre 1997  | inedito         |
| 11 | Angeln mit Folgen         | inedito         | 18 dicembre 1997  | inedito         |
| 12 | Der Gang ins Exil         | inedito         | 8 gennaio 1998    | inedito         |
| 13 | Fragen der Zukunft        | inedito         | 15 gennaio 1998   | inedito         |